# Републикански път III-304
Републикански път IIІ-304 е третокласен път, част от републиканската пътна мрежа на България, преминаващ изцяло по територията на област Плевен. Дължината му е 24,5 км.
Пътят се отклонява надясно при 50,8-и км на Републикански път I-3 и се насочва на северозапад през Средната Дунавска равнина. След 1,5 км пресича река Осъм, минава през селата Изгрев и Трънчовица и отново пресича реката. Минава през селата Бацова махала и Новачене и достига до село Дебово, където се съединява с Републикански път II-34 при неговия 26-и км.
Движението по пътя е ограничено – целогодишно е забранено транзитното движение на МПС с тегло над 15 тона. 
| Пътища, отклоняващи се надясно (населено място, № на пътя, посока на пътя) | Км   | Пътища, отклоняващи се наляво (посока на пътя, № на пътя, населено място) |
| -------------------------------------------------------------------------- | ---- | ------------------------------------------------------------------------- |
| Община Левски, Област Плевен, I-3, 50,8 км →                               | 0,0  | → 50,8 км, I-3, Област Плевен, Община Левски                              |
| с. Изгрев                                                                  | 3    | с. Изгрев                                                                 |
| с. Трънчовица                                                              | 4,5  | → с. Трънчовица, общински път (за с. Обнова)                              |
| Община Никопол                                                             | 8,6  | Община Никопол                                                            |
| с. Бацова махала                                                           | 10,7 | → с. Бацова махала, общински път (за гр. Славяново)                       |
| (за с. Санадиново) общински път ←                                          | 14,5 |                                                                           |
| с. Новачене                                                                | 19   | с. Новачене                                                               |
| (до гр. Никопол) II-34, 26 км, с. Дебово ←                                 | 24,5 | ← с. Дебово, 26 км, II-34 (от 80,1 км на I-3)                             |